# ケナン礁

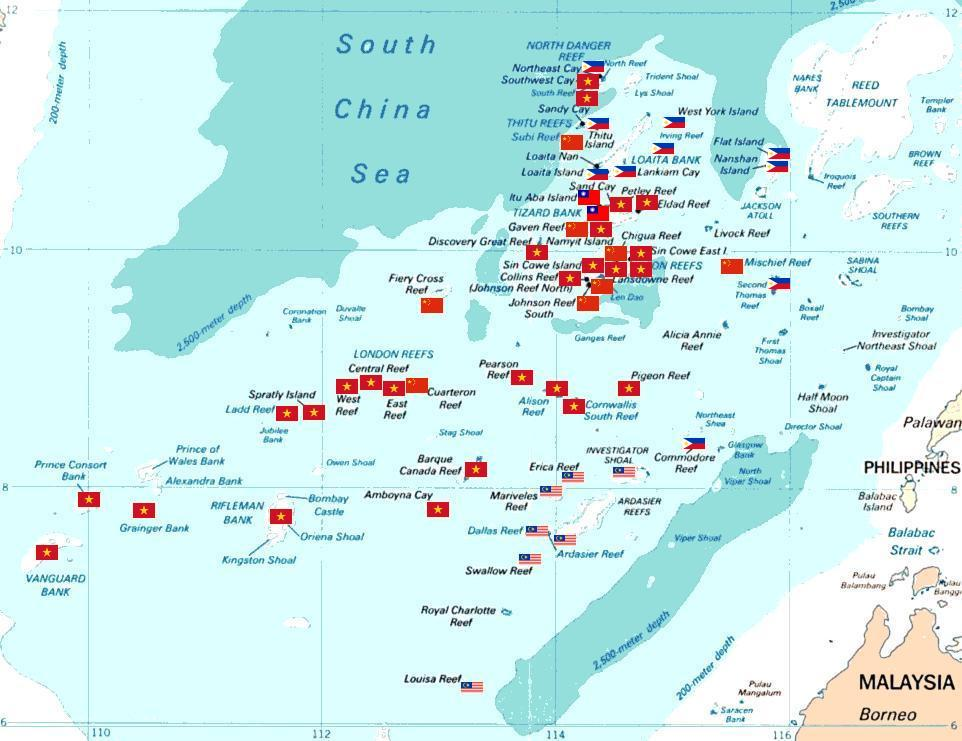
南沙諸島における南シナ海周辺諸国の実効支配状況

ケナン礁（ケナンしょう、英語：Mckennan Reef、中国語: 西门礁、ベトナム語：Đá Ken Nan / 𥒥Ken Nan）は、南沙諸島のユニオン堆（英語：Union Banks、中国語: 九章群礁）と呼ばれる堆の北縁にあり、南門礁とヒューズ礁の間にある暗礁である。
中華人民共和国がケナン礁を実効支配していて、ヒューズ礁に駐留する中国人民解放軍海軍が監視しているが、中華民国（台湾）とベトナムも主権を主張している。